# ليزا ماتسوموتو
ليزا ماتسوموتو (بالإنجليزية: Lisa Matsumoto)‏ هي كاتِبة أمريكية، ولدت في 26 أغسطس 1964، وتوفيت في 14 ديسمبر 2007.